# Pomnik Armii Poznań

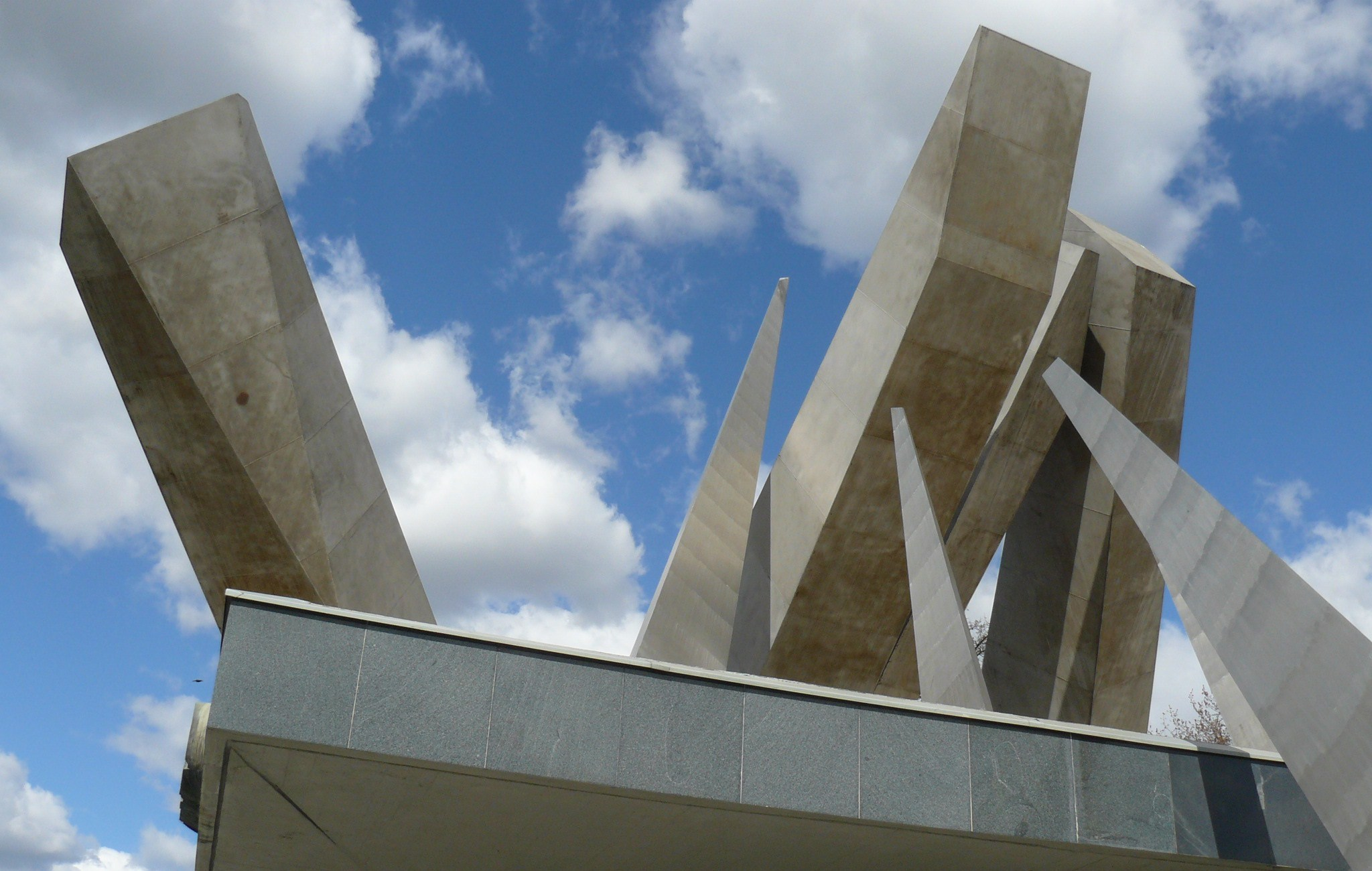
Detal

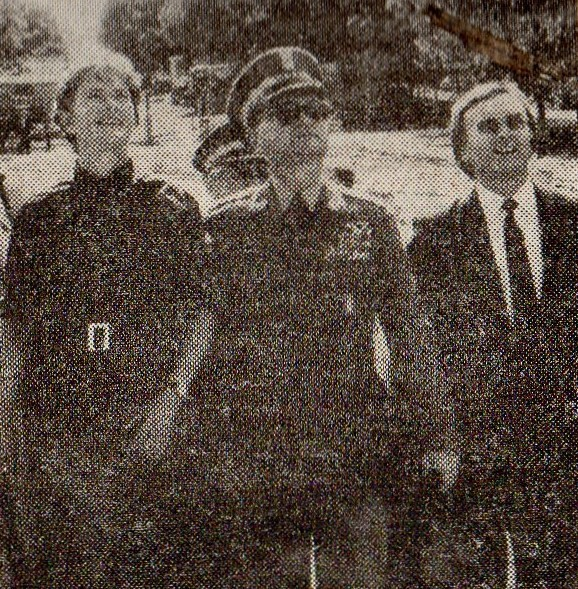
29 sierpnia 1982. Budowę pomnika wizytuje Wojciech Jaruzelski (po lewej Anna Rodzińska, po prawej Marian Król)

Pomnik Armii „Poznań” – pomnik ku czci bohaterów Armii „Poznań”, odsłonięty w Poznaniu 1 września 1982 roku w 43 rocznicę wybuchu II wojny światowej. Zlokalizowany na Wzgórzu Świętego Wojciecha, pomiędzy ulicami Kutrzeby, Księcia Józefa i Aleją Niepodległości, we wschodniej części dawnego Placu Niepodległości.

## Symbolika
Pomnik przedstawia przeciwstawione sobie bryły: 5 smukłych elementów skierowanych ku górze symbolizuje polskie bagnety, opierające się pancernym siłom niemieckim, przedstawionym jako 4 pochylone, szare słupy. Na ścianach umieszczono nazwy pól bitewnych Armii, nazwy jednostek, wchodzących w skład Armii „Poznań” i nazwiska kilkudziesięciu oficerów i żołnierzy, reprezentujące wszystkich poległych w walce. W środku symbolicznego mauzoleum znajduje się wyrzeźbiony krzyż Virtuti Militari, najwyższy polski order wojenny. Na pomniku znajdują się również słowa wzięte z książki generała Kutrzeby: „Starali się wykonać niewykonalny w 1939 roku obowiązek – obronę Polski”.

## Historia budowy pomnika
Środowiska byłych żołnierzy Armii „Poznań” zgłaszały postulaty budowy pomnika już od pierwszych lat po wojnie. Około 1971, na fali gierkowskiej odnowy postulaty powróciły. W roku 1974 Zarząd Wojewódzki ZBoWiD poparł propozycję budowy pomnika i została ona zaakceptowana przez Ministerstwo Kultury i Sztuki. Został wówczas ogłoszony konkurs na opracowanie projektu pomnika. W 1978 roku sąd konkursowy w składzie Antoni Hajdecki, Adam Smolana, Tadeusz Łodziana, Franciszek Duszeńko, Józef Stasiński i Zbigniew Bednarowicz wybrał do realizacji projekt rzeźbiarzy Anny Rodzińskiej i Juliana Bossa-Gosławskiego oraz architekta Józefa Iwiańskiego, opatrzony hasłem „Barykada” (kontrprojektem była praca Józefa Kopczyńskiego). Z przeprojektowania wersji konkursowej do realizacji Pomnika wycofał się Julian Boss-Gosławski, tracąc prawa autorskie. Projekt zdobył m.in. uznanie generała Mieczysława Grudnia, ale wkrótce sprawę wyciszono. Od początku, jako miejsce realizacji wskazywano Wzgórze Świętego Wojciecha, ale nieoczekiwanie Biuro Planowania Przestrzennego Poznania, z początkiem 1979 nie wydało zgody na taką lokalizację, motywując to przebiegiem ciepłociągu magistralnego. W lipcu 1979 wskazano inne położenia pomnika – plac przy bocznicy kolejowej na ul. Północnej (nie zaakceptowane przez twórców, jako niepoważne) i Park Tysiąclecia, przy „Novotelu” (tędy Armia Poznań wymaszerowała w kierunku Warszawy). Park miałby dzięki temu zyskać na popularności i stać się uczęszczanym miejscem spacerowym. Jednak dla pomnika było to położenie peryferyjne. Jednocześnie projekt Rodzińskiej wzbudził opory natury formalnej, gdyż miał jakoby gloryfikować potęgę militarną Niemiec (bryły symbolizujące najeźdźcę były zbyt duże, a polskie ostrza zbyt małe). Postulowano nawet odrzucenie tego projektu i wystawienie stylizowanego orła z brązu.
W październiku 1980 Związek Polskich Artystów Plastyków wysunął postulat pełnej realizacji wizji wybranej w konkursie. Władze miejskie oświadczyły, że solidaryzują się ze ZPAP-em. Okres „solidarnościowy” wpłynął na to, że tym razem nie było żadnego sprzeciwu władz centralnych, a ciepłociąg ominięto.
27 marca 1981 roku powstał Obywatelki Społeczny Komitet Budowy Pomnika Armii „Poznań”. Uroczystość wmurowania aktu erekcyjnego odbyła się 1 września 1981 roku (akt erekcyjny odczytał płk. Henryk Kudła, a obecni byli m.in. Edward Skrzypczak z PZPR i generał Tadeusz Krepski), natomiast odsłonięcie nastąpiło 1 września 1982 roku w obecności przewodniczącego Rady Państwa Henryka Jabłońskiego. Wcześniej plac budowy wizytowali m.in. gen. Wojciech Jaruzelski, gen. Franciszek Skibiński, gen. Piotr Przybyszewski, gen. Witold Wereszczyński, gen. pilot Tadeusz Krepski i gen. Edward Łukasik.
W maju i czerwcu 1982 roku zakłady poznańskie „Mostostal” i Zakłady Metalowe HCP w Poznaniu wykonały elementy stalowe. Roboty kamieniarskie wykonał Poznański Oddział Przedsiębiorstwa Kamienia Budowlanego „Kambud”. Elementy rzeźbiarskie pomnika wykonali: Marian Banasiewicz, Jerzy Nowakowski.